# Джейкоб Міллер (музикант)
Джейкоб Міллер (англ. Jacob Miller, 4 травня 1952 — 23 березня 1980) — був ямайським виконавцем реггі та Растафарі з Мандевіля, Ямайка. Його перша сесія запису відбулася з відомим Клементом «сером Кокссоном» Доддом наприкінці 1960-х років. Займаючись сольною кар'єрою, він став вокалістом Inner Circle, відомого рутс-реггі-гурту. Міллер записував і гастролював з Inner Circle, поки не загинув у трагічній автокатастрофі у віці 27 років.

## Біографія

### Раннє життя
Народився в Мандевіллі, Ямайка, у 1952 році, він був єдиним сином Джоан Ешман, хорової співачки та піаністки. Він ніколи не знав свого батька, Дезмонда Елліота. У дитинстві його в основному виховувала двоюрідна тітка. Його мати розповідає, що він був особливо доброзичливим характером. Одного разу в Half Way Tree він викинув усі свої гроші в повітря, щоб роздати їх друзям. За словами його матері, він мав сильну схильність до музики — часто грав ритми руками або барабанними паличками на каструлях, сковорідках і різних предметах. У 1960 році, у віці восьми років, він переїхав до Кінгстона, Ямайка.

### Перші записи
Переїзд до Кінгстона стане ключовою подією в його житті. Попри те, що він був ще дуже молодим, Міллер почав проводити більшу частину свого вільного часу, гуляючи по міських студіях звукозапису, особливо на тепер уже відомій Studio One Клемента «Сера Коксона» Додда. Він сподівався стати наступною великою дитиною-зіркою студії.
У віці всього тринадцяти років він записав три пісні в Studio One для Додда, але найвідомішу з них «Love is a Message». Два брати та власники Rockers Sound System, Хорас і Гарт Свабі, часто грали пісню приблизно під час її випуску (Горас пізніше став відомим під сценічним псевдонімом Август Пабло). На жаль для Міллера, пісня не мала справжнього успіху, а також не привернула уваги Додда, однак це призвело до того, що Хорас Свабі подружився з Міллером і зацікавив його як музиканта з потенціалом.

### Музична кар'єра
Після того, як у 1972 році брати Свобі заснували власний лейбл, Хорас, який взяв сценічний псевдонім Август Пабло, записав версію пісні «Love is a Message» під назвою «Keep on Knocking» у 1974 році. Протягом наступних півтора року Міллер записав ще п'ять пісень для Пабло: «Baby I Love You So», «False Rasta», «Who Say Jah No Dread», «Each One Teach One» і «Girl Named Pat», кожен з яких став класичним рокером із дубляжами King Tubby на їхніх бі-сторонах. Ці сингли розвинули репутацію Міллера як чудового співака, і їхній успіх зрештою привернув Inner Circle найняти його як заміну головного вокаліста.

### 1978:Концерт The One Love Peaceі «Heartland Reggae» (фільм)
У 1978 році Міллер з'явився на концерті One Love Peace, який, можливо, був його найкращим виступом усіх часів. «Концерт миру» відбувся на Національному стадіоні в Кінгстоні, Ямайка, 22 квітня 1978 року разом із багатьма найпопулярнішими виконавцями реггі того часу. Боб Марлі, Пітер Тош, Банні Вейлер, Ю-Рой, Джуді Моватт, Денніс Браун, Алтея та Донна, а також багато інших виконавців рутс-реггі та місцево відомий Растафарі були присутні. Подія привернула увагу всієї країни. Зростання напруженості між двома домінуючими політичними партіями, Лейбористською партією Ямайки та Народною національною партією, змусило багатьох жителів Ямайки хвилюватися, що концерт може перерости у насильство. Два запеклих політичних суперники — Едвард Сіга та чинний прем'єр-міністр Майкл Менлі — мали зустрітися на сцені та потиснути один одному руки перед Міллером. Inner Circle спеціально для цієї нагоди написали пісню під назвою «Peace Treaty», яка була реггі-інтерпретацією популярної народної пісні «When Johnny Comes Marching Home».

### Пізнє життя і смерть
У березні 1980 року Джейкоб Міллер поїхав із Бобом Марлі та засновником Island Records Крісом Блеквеллом до Бразилії, щоб відсвяткувати відкриття нових офісів Island у Південній Америці. Невдовзі після повернення на Ямайку в неділю, 23 березня 1980 року, Міллер та один із його синів загинули в автокатастрофі на Хоуп-роуд у Кінгстоні, Ямайка. Міллер і Inner Circle готувалися до американського туру з Бобом Марлі та Wailers, а наступний альбом, Mixed Up Moods, був записаний перед його смертю. Газети вихваляли Міллера в оголошенні про його смерть, кажучи: «Він захопив світ штурмом, і його буде не вистачати за його грайливість, веселість і сміх». Крім того, архієпископ Єшак з Ефіопської Православної Церкви, який проводив його похоронну службу, сказав, що «Міллер мав бажання допомогти тим, хто живе в гетто […], і звернувся до людства з благанням припинити знищувати своїх братів і сестер».
Джейкоб Міллер був двоюрідним братом британського реггі-виконавця Максі Пріста. Щороку його різдвяний альбом активно ротується під час святкового сезону на Ямайці, і його люблять також ямайці за кордоном.